# Merschweiller
Merschweiller – miejscowość i gmina we Francji, w regionie Grand Est, w departamencie Mozela.
Według danych na rok 1990 gminę zamieszkiwało 166 osób, a gęstość zaludnienia wynosiła 29 osób/km² (wśród 2335 gmin Lotaryngii Merschweiller plasuje się na 879. miejscu pod względem liczby ludności, natomiast pod względem powierzchni na miejscu 945.).